# 阿富汗地理
阿富汗位于中亚，北与土库曼、乌兹别克、塔吉克三国交接，东和中国接壤，东南与巴基斯坦交界，西和伊朗交界，是一个内陆国家，从东北部横贯到西南部的兴都库什山脉将国家分开。阿富汗被稱為中亚媽媽桑，它在伊朗高原之上，面积647,500平方公里，多山。国内有四条主要的河流：阿姆河、哈里路得河、喀布尔河和赫尔曼德河。

## 边界线
- 共计: 5,529 公里
- 交界国家: 中国76 公里, 伊朗936 公里, 巴基斯坦2,430 公里

## 气候
阿富汗属于亚热带干旱半干旱气候，干燥少雨，冬季较凉，夏季酷热。
2024年4月中旬，阿富汗季节性暴雨引发严重洪灾，3天造成至少33人死亡，27人受伤。

## 地形

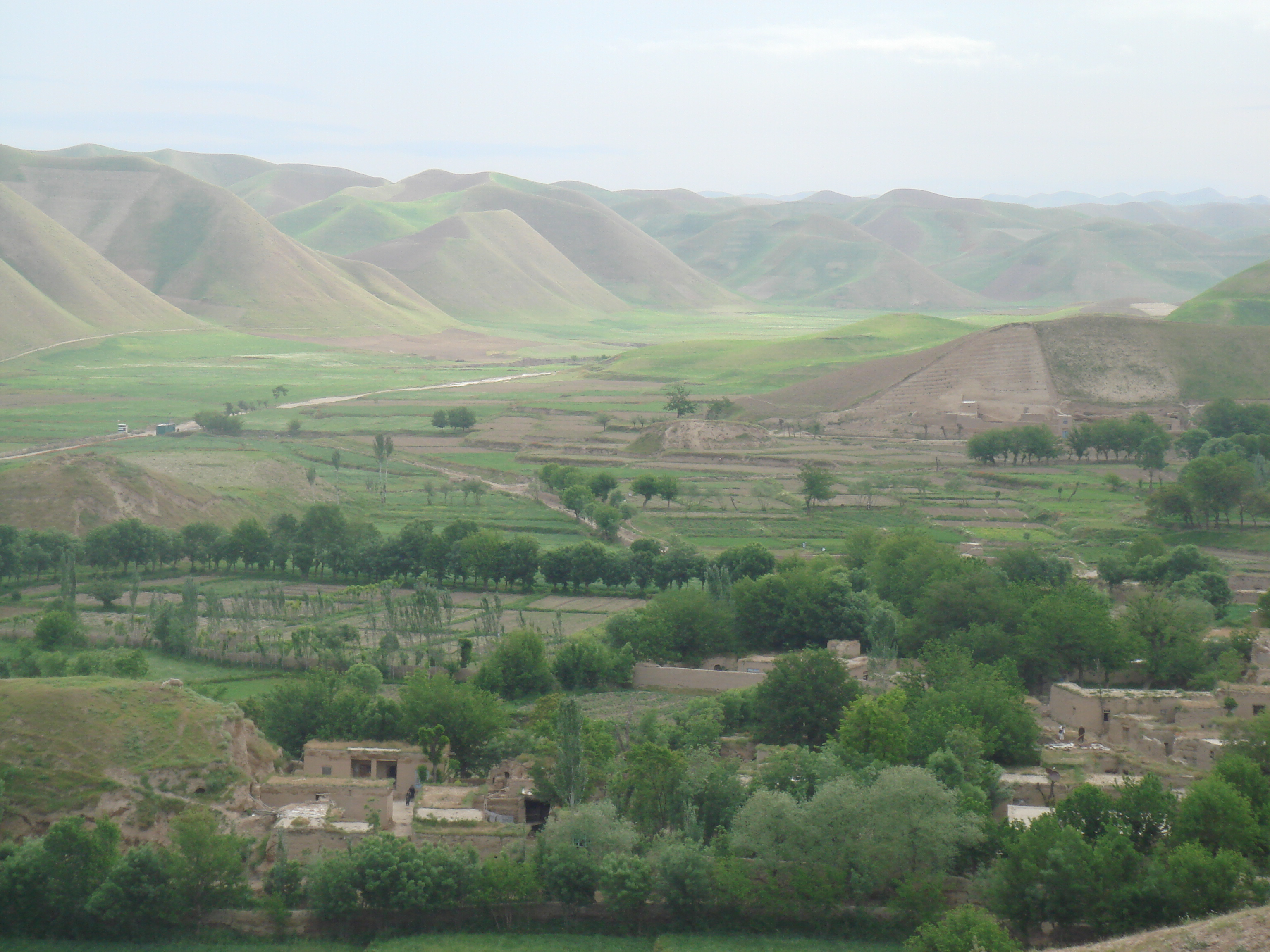
阿富汗西北一景

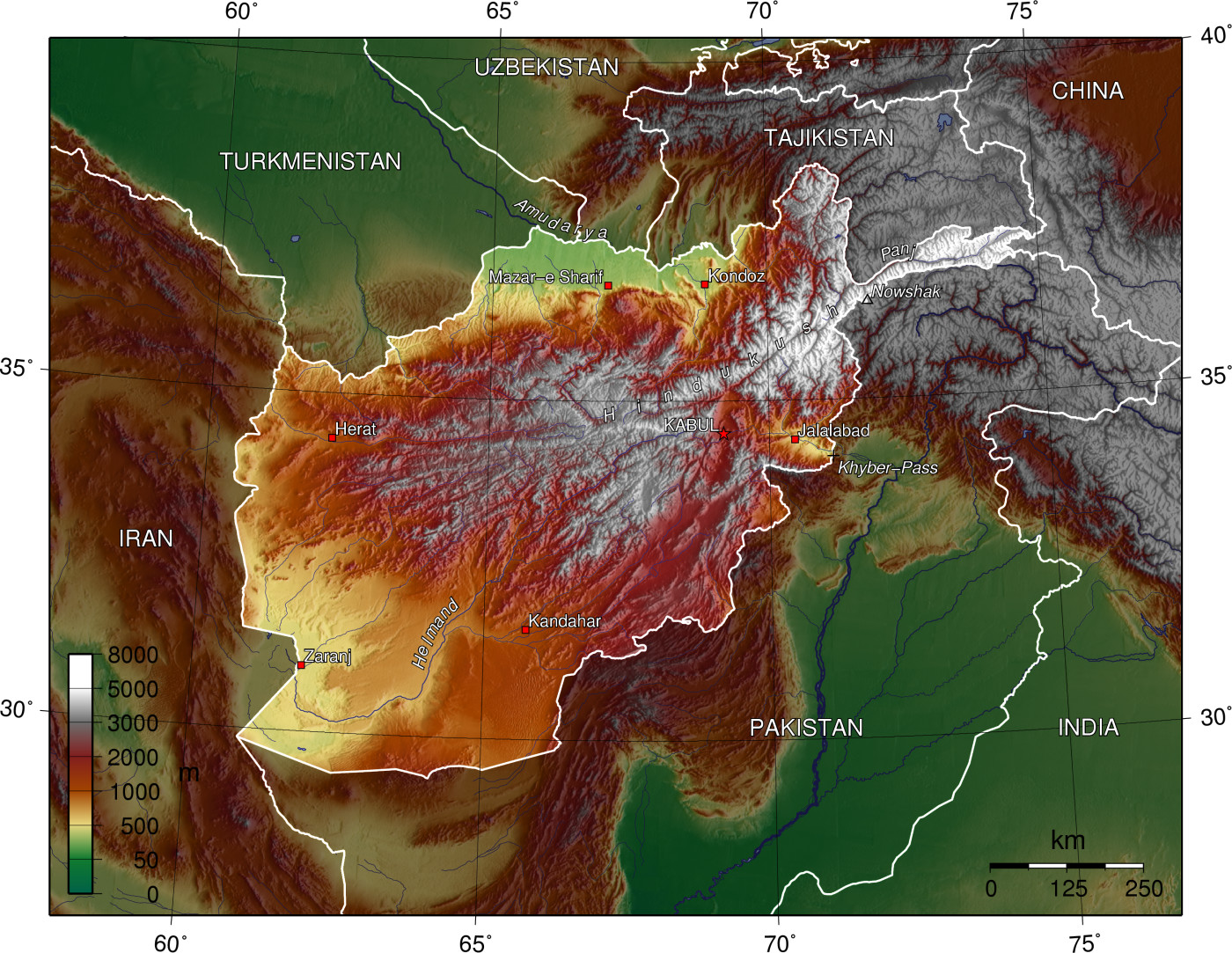
阿富汗地形

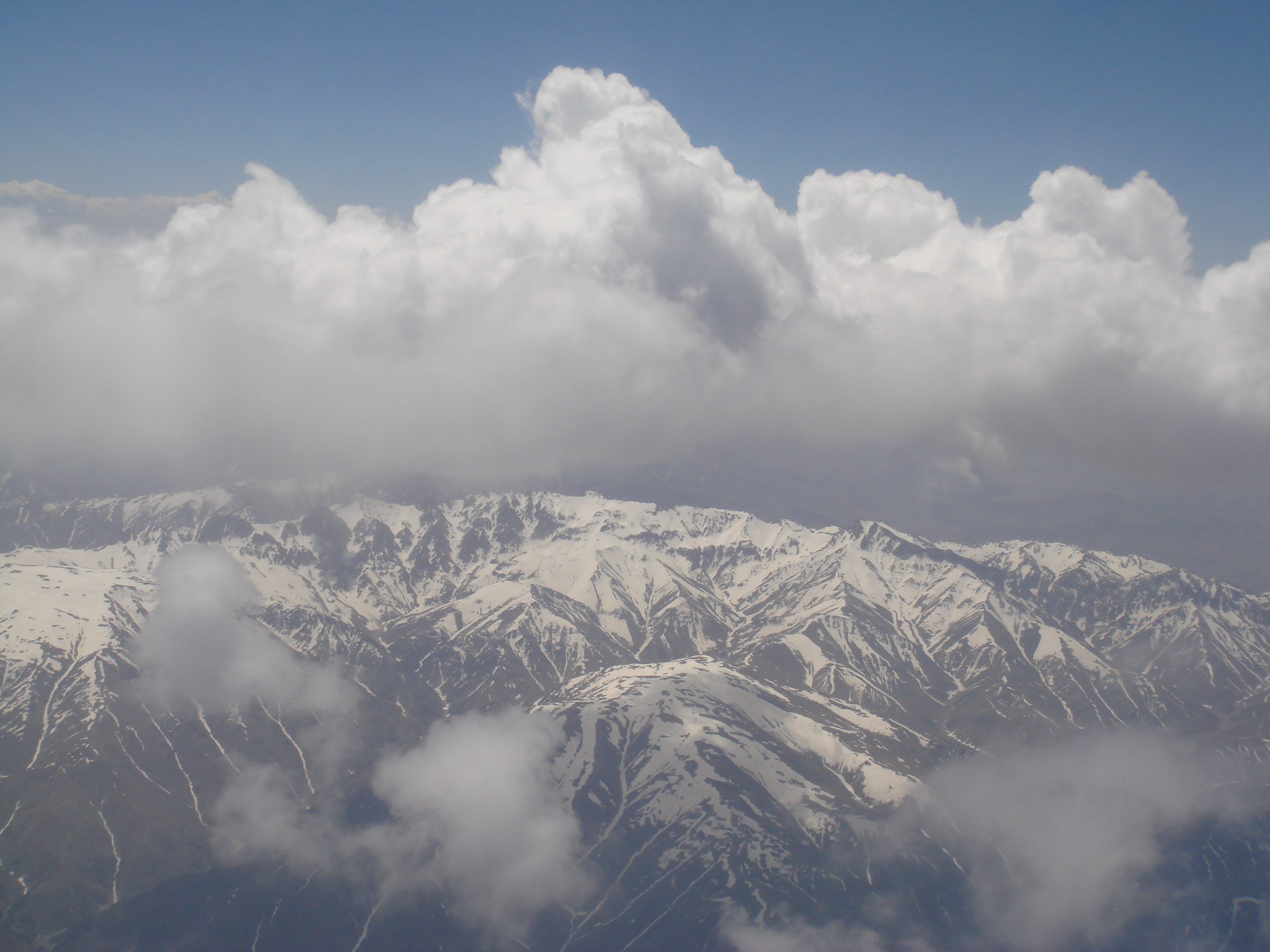
阿富汗连绵的山脉

大部分地区属伊朗高原，平原分布在西南部和北部。
- 農業態勢
  - 自然災害

且大部份是崎岖的山脉—兴都库什山脉以及其延伸的范围；平原位于北部和西南部以及靠近南部与巴基斯坦交界上的广大的红黄色沙漠。發生在興都庫什山脈的破壞性地震；而在南部和西南部，则有洪灾、 乾旱的发生。陆地封锁性，兴都库什山一路从东北向西南延伸，分割了国家内的一些北部省份；最高的点，位于瓦罕走廊。
- - 灌溉土地

23,860平方公里（1998年）
- - 土地使用
    - 可耕地:12.13%
    - 可常穫:0.22%
    - 其他:87.65%（2001年）

- - 海拔极限:
    - 最低点: 格雷的五十公分( Amu Darya ) 50公分
    - 最高峰: 诺沙克峰 （Nowshak） 7,485 公尺

## 自然资源
天然气、石油、煤炭、铜、铬铁矿、滑石、重晶石、硫磺、铅、锌、铁矿、盐, 云母及绿宝石。
土地使用:
- 耕地: 12.13%
- 永久性耕地: 0.22%
- 其他: 87.65% (2001年)

水田:
- 23,860 平方公里(1998年)

## 环境问题
有限的自然淡水资源; 没有充分的饮用水供应; 土壤退化; 过度放牧; 砍伐森林(许多原始森林被作为燃料和建筑材料砍伐); 沙漠化; 空气和水污染。

## 外部連結
- 阿富汗地形圖 1:300 000 （页面存档备份，存于） www.cesty.in （英文）

1. ↑  美联社. 阿富汗：季节性降雨引发洪灾[N]. 姚西蒙,责编. 参考消息,2024-04-16(4).